# Glauburg (Herrenhaus)

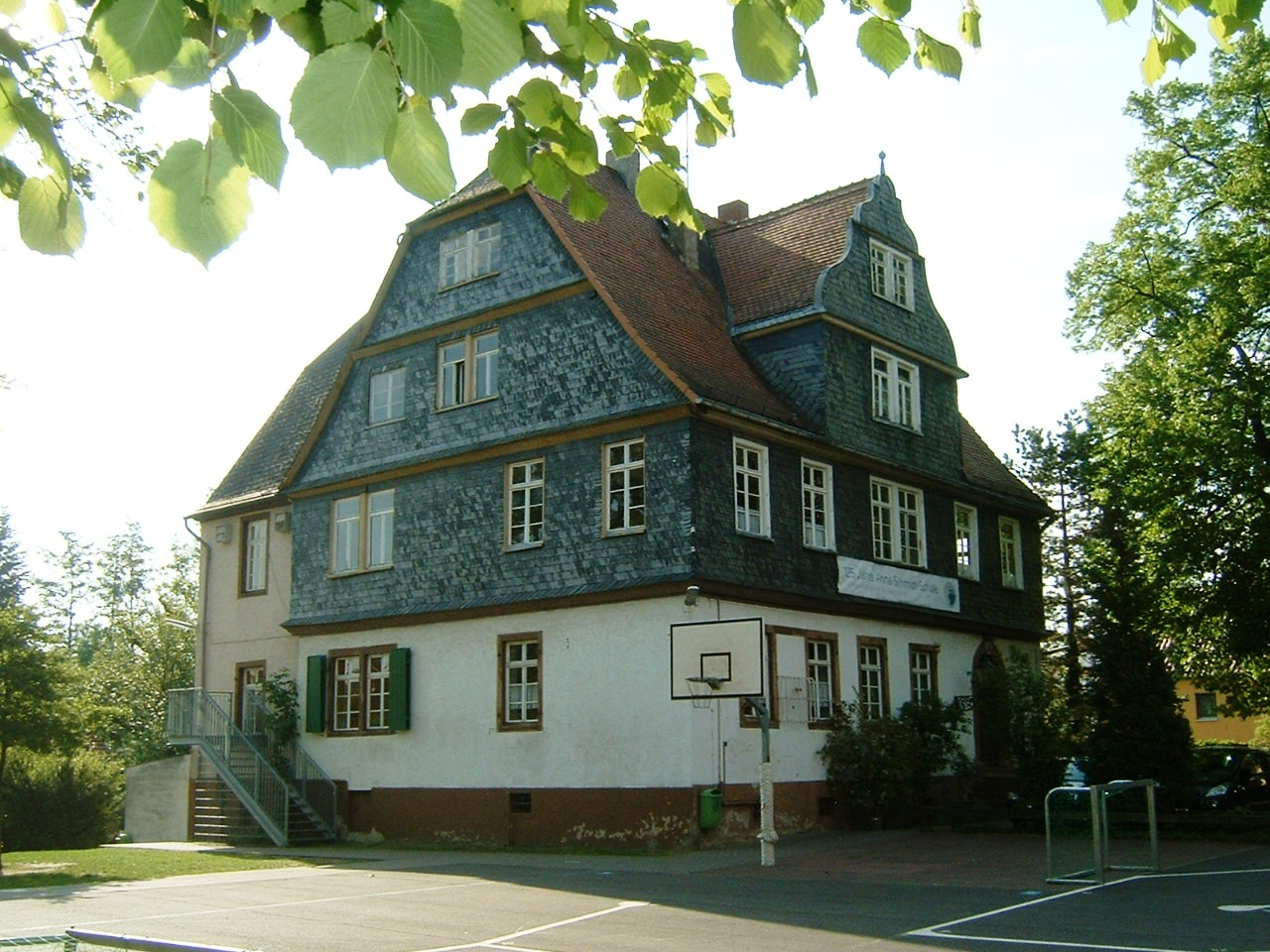
Das Herrenhaus Glauburg vor der Sanierung

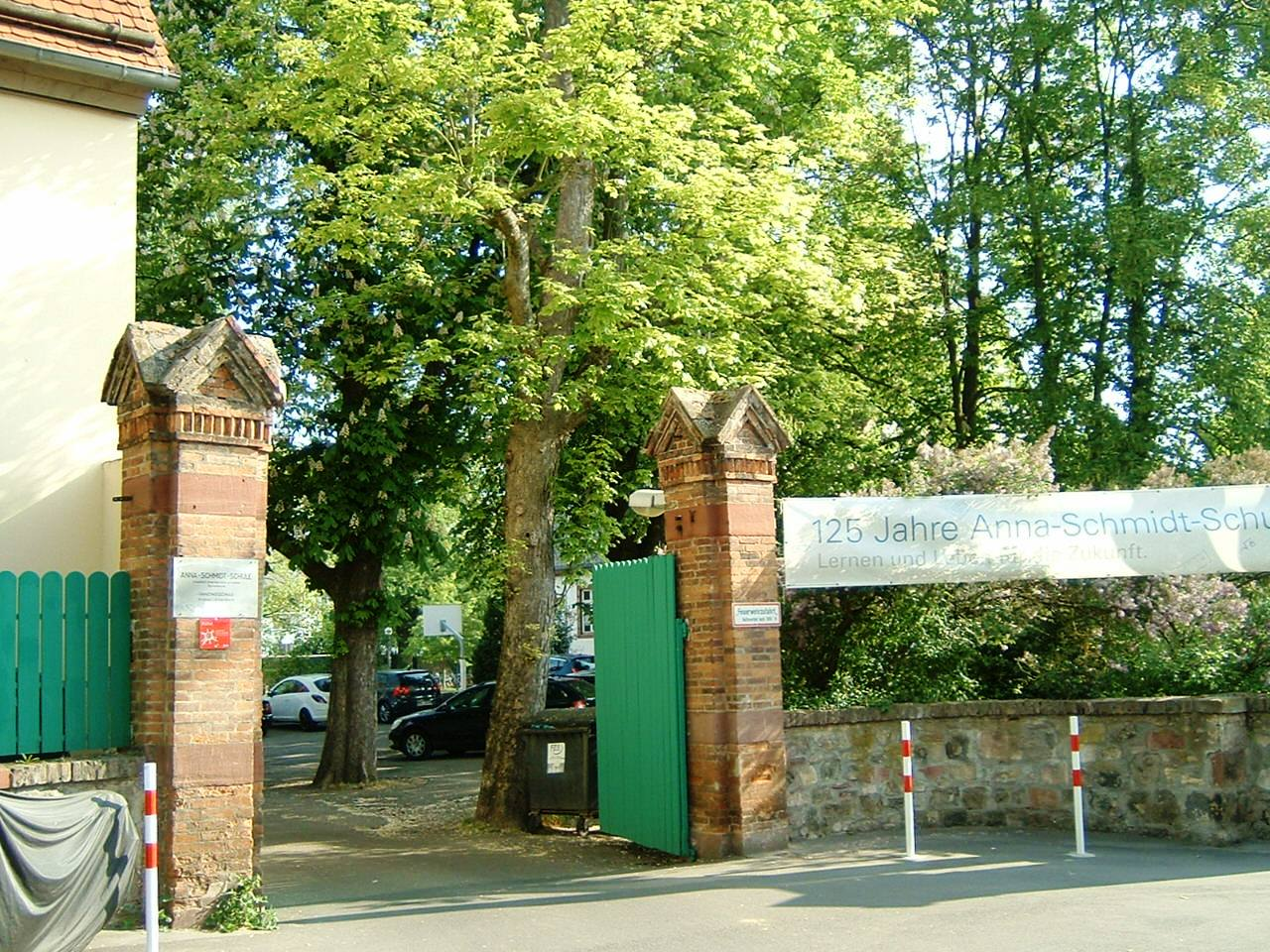
Portal des Herrenhauses Glauburg

Das Herrenhaus Glauburg, kurz auch als die Glauburg bezeichnet, ist ein ehemaliges Herrenhaus in Frankfurt am Main-Nieder-Erlenbach.
Vor dem Bau des Herrenhauses befand sich an der Stelle des heutigen Gebäudes eine Wasserburg, die von 1402 bis 1541 Sitz der Amtleute zu Nieder-Erlenbach war. 1698 wurde das Gebäude an Johann Hieronymus von Glauburg verkauft. Im Jahr 1701 war die Errichtung des Herrenhauses durch die Familie von Glauburg abgeschlossen. Es war von einem Park und einem Wassergraben sowie einer Mauer umgeben; der ehemalige Wassergraben ist heute begrünt.
1864 verkaufte die Familie das Grundstück und damit auch das Herrenhaus. Die Eigentümer wechselten seitdem mehrfach; zunächst wurde ein „Heim für verwahrloste Kinder“ der Schubothschen Stiftung eröffnet. 1911 wurde ein zweiter Anbau errichtet. Seit dem Zweiten Weltkrieg nutzt die Anna-Schmidt-Schule das Gebäude, das die Gemeinde Nieder-Erlenbach 1939 kaufte. Heute finden sich dort Räumlichkeiten der Verwaltung sowie das Lehrerzimmer. Im Jahr 2015 begann eine umfassende Sanierung des Gebäudes, deren Hauptteil 2018 abgeschlossen war. Nach der Sanierung wurde das Herrenhaus als Denkmal des Monats September 2020 ausgezeichnet.
Die Straßen Untere Burggasse und Obere Burggasse sind nach dem Gebäude benannt. Die Adresse des Herrenhauses und damit auch der Anna-Schmidt-Schule lautet Untere Burggasse 1.